# 箭头推动法
箭头推动法，简称箭推法（英語：Arrow pushing或Electron pushing）是一种用于描述有机化学反应机理的方法。 它首先由罗伯特·鲁滨逊爵士发明。 在使用箭推法时，需在化学方程式中反应物的结构式上画出弯曲的箭头以显示反应机理。箭头说明了当化学键断裂和形成时电子的流向。箭推法也被用于描述正负电荷通过共振在有机分子上的分布方式。注意，箭推法仅仅是一种形式主义；实际上，电子（或电子密度）并不会按照这种方式进行整齐和离散的移动。
最近，箭推法已被扩展到无机化学，特别是s区和p区元素的反应机理。这种方法对于描述超价分子很有帮助。 

## 标记法

分子的分子式表示

有机化学家们在分子结构中使用两种类型的箭头来描述电子运动。单个电子的移动轨迹使用鱼钩箭头（箭头只有一半的箭头）表示，电子对的移动轨迹使用普通箭头表示。

电子对的移动轨迹（异裂）

单个电子的移动轨迹（均裂）

当一个键断裂时，电子离开键原来的位置，这可以使用一个从原有化学键起始，指向下一个未被占据的分子轨道的箭头来表示。 类似地，有机化学家用一个指向两个物质之间的弯曲箭头来表示键的形成。
为了清楚起见，使用箭推法时，最好从孤对电子、σ键或π键为起点，可以接受一对电子的位置为终点来绘制箭头，以清晰表明是哪些电子在移动以及它们的去向。化学键会在相应的反键轨道被填充的地方断裂。某些权威允许一些简化，即箭头可以起始于与孤电子对相对应的形式负电荷处。然而，并非所有形式负电荷都对应一对孤电子（例如，{\textstyle {\ce {F_4B^-}}}中的{\textstyle {\ce {B}}}），因此需要对这种用法需要多加小心。

## 断键
连接有机分子中的原子的共价键由一对两个电子构成。这样的一对电子被称为电子对。有机化学中的反应即是通过这种化学键的不断断裂和形成进行的。有机化学家认为化学键的断裂分为两个过程，即均裂和异裂。 

### 均裂
均裂是指成键电子对平均分配到两个成键原子，导致化学键断裂的过程。这个过程由两个远离化学键的鱼钩箭头来表示。这个过程的结果是在以前被化学键连接的每个原子上都保留了单个不成对电子。这些单电子物质被称为自由基。
例如，紫外线会导致{\textstyle {\ce {Cl-Cl}}}键的均裂。这是自由基卤化反应的起始阶段。

### 异裂
异裂是指成键电子对分配到被化学键连接的两个原子之一并导致化学键断裂的过程。在异裂中，化学键不均匀断裂，形成带负电的阴离子和带正电的阳离子。阴离子保留了来自键上的一对电子，而阳离子则失去了来自键上的一对电子。阴离子通常在电负性最强的原子上形成，在这个例子中即为原子A。

## 异裂反应机理
所有有机化学中的异裂反应都可以用一系列基元反应来描述。有机化学基础中，通常会教授SN1、SN2、E1、E2、加成和加成–消除反应等基础反应。箭推法可以描述所有这些反应的机理。

### SN1反应
当有机分子分裂成带一个正电的部分和一个带负电的部分时，就会发生SN1反应。这通常通过称为溶剂分解的过程在高极性的溶剂中发生。然后，带正电荷的部分与亲核试剂反应形成新化合物。

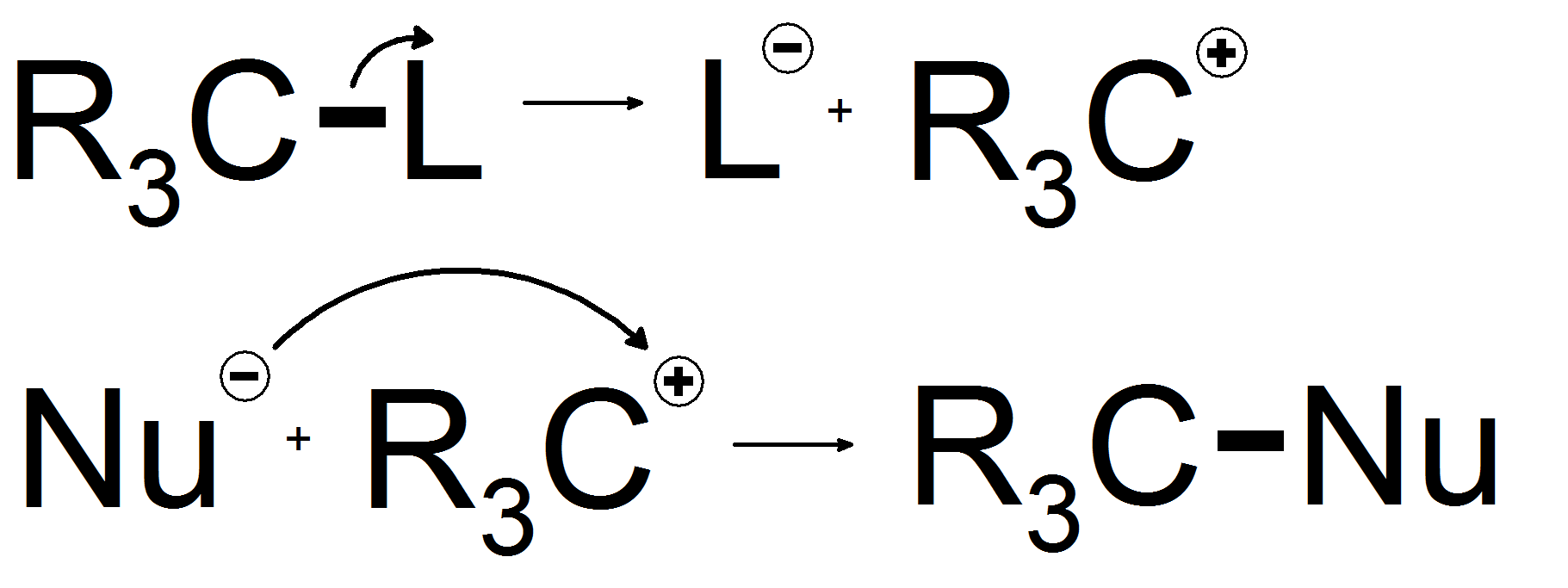
S_{N}1反应。 第一步，溶剂分解；第二步，取代。

在该反应的第一阶段（溶剂分解），{\textstyle {\ce {C-L}}}键断裂，来自该键的两个电子与{\textstyle {\ce {L}}}（离去基团）结合形成{\textstyle {\ce {L^-}}}和{\textstyle {\ce {R_3C^+}}}离子。 这表示为从{\textstyle {\ce {C-L}}}键指向{\textstyle {\ce {L}}}的一个弯曲箭头。亲核试剂{\textstyle {\ce {Nu^-}}}被{\textstyle {\ce {R_3C^+}}}吸引，然后捐出一对电子形成一个新的{\textstyle {\ce {C-Nu}}}键。
SN1反应的“SN”得名于该反应在离去基团被亲核试剂（Nucleophile）取代（Substitution）时进行。由于该反应中的初始溶剂分解步骤只涉及从其离去基团解离的单个分子，因此该过程的初始阶段被认为是单分子反应。因为反应的速率决定步骤仅涉及1种物质，所以称之为SN1。

### SN2反应
当亲核试剂从离去基团的背面置换分子上的离去基团时，就会发生SN2反应。这种取代导致了手性反转的取代产物。亲核试剂以其孤对电子为电子源成键。最终接受电子的物质称为离核体（离去基团），在过渡态（使用两个虚线标记）同时发生成键和断键。
与SN1反应类似，SN2反应的“SN”得名于该反应在离去基团被亲核试剂（Nucleophile）取代（Substitution）时进行。由于该反应是在过渡态的2种物质的相互作用下进行的，所以它被称为双分子过程，所以称之为SN2。

### E1消除反应
当与正电荷相邻的质子离开并产生一个双键时，就会发生 E1消除反应。
由于阳离子的初始形成是E1反应发生的必要条件，所以E1反应经常被认为是SN1反应机理中的副反应。
E1消除反应的“E”得名于该反应的过程是消除（Elimination）一个离开的基团。因为此反应的机理是以一个单一的起始物质解离形成一个碳正离子进行的，所以这个过程被认为是一个单分子反应。在反应的初始阶段，只有1种物质的参与，所以称之为E1。

### E2消除反应
当与离去基团相邻的质子被碱提取，同时消除离去基团并产生双键时，就会发生E2消除反应。
与E1和SN1反应机理之间的关系类似，E2消除也经常与SN2 反应竞争。这种情况在碱同时也是亲核试剂时最为常见。为了尽量减少这种竞争，通常使用非亲核碱来实现E2消除反应。
E2消除反应的“E”得名于该反应的过程是通过碱或亲核物对质子的初步提取，导致一个离去基团的消除（Elimination）。因为此反应的机理是通过两种物质（底物和碱/亲核物）的相互作用进行的，E2反应被认为是一种双分子反应。在反应的初始阶段，有2种物质的参与，所以称之为E2。

### 加成反应
当亲核试剂与羰基反应时会发生加成反应。当亲核试剂加成到简单的醛或酮上时，就会发生1,2-加成。当亲核试剂添加到共轭羰基系统中时，就会发生1,4-加成。“1,2”和“1,4”源自对起始化合物中原子的编号，其中氧标记为“1”，和与氧相邻的每个原子按顺序编号，直到亲核加成的位点。1,2-加成是发生在位置2的亲核加成，而1,4-加成是发生在位置4的亲核加成。

### 加成–消除反应
加成–消除反应是紧跟在消除反应之后的加成反应。通常，这些反应发生在酯（或相关官能团）与亲核试剂反应时。事实上，进行加成—消除反应的唯一要求是被消除的基团是比进入的亲核试剂更好的离去基团。